# Henry Dickerson
Henry Dickerson (Beckley, 27 novembre 1951 – 10 agosto 2023) è stato un cestista e allenatore di pallacanestro statunitense, professionista nella NBA.